# Конституція Молдавської АРСР (1938)
Конституція Молдавської АРСР від 6 січня 1938 року була основним законом Молдавської АРСР.

## Історія
Конституцію прийняв 6 січня 1938 VII Надзвичайний з'їзд Верховної Ради Молдавської АРСР. Вона ґрунтувалась на принципах та положеннях Конституції СРСР 1936 року. Поштовхом до створення Конституції стали досягнення молдавського народу в економіці та культурі. Всі ці успіхи знайшли своє законодавче відбиття в цьому документі.

## Зміст
Конституція 1938 року складалася з 11 розділів та 114 статей. Перший розділ був присвячений суспільному устрою молдавської автономії, а другий її внутрішньому устрою. У третьому розділі Конституції йшлося про найвищі органи влади, у четвертому — про республіканські органи управління; у п'ятій — про органи місцевого самоврядування; у шостій — про бюджет МАРСР; у сьомій — про діяльність судових органів та прокуратури. Восьмий розділ охоплював основні права та обов'язки громадян. Дев'ятий розділ регулював норми щодо виборчої системи. Десятий розділ встановлював державні символи (герб, прапор) Молдавської АРСР. Заключний розділ передбачав порядок змінення Конституції.